# Condado de Iosco
O Condado de Iosco é um dos 88 condados do estado americano de Michigan. A sede do condado é Tawas City, e sua maior cidade é Tawas City.
O condado possui uma área de 4 867 km² (dos quais 3 475 km² estão cobertos por água), uma população de 27 339 habitantes, e uma densidade populacional de 19 hab/km² (segundo o censo nacional de 2000).